# Villalet
Villalet är en kommun i departementet Eure i regionen Normandie i norra Frankrike. Kommunen ligger i kantonen Damville som tillhör arrondissementet Évreux. År 2013 hade Villalet 88 invånare.

## Befolkningsutveckling
Antalet invånare i kommunen Villalet
Referens:INSEE